# Japan Record Award
 (mai 2025).
Si vous disposez d'ouvrages ou d'articles de référence ou si vous connaissez des sites web de qualité traitant du thème abordé ici, merci de compléter l'article en donnant les références utiles à sa vérifiabilité et en les liant à la section « Notes et références ».
Les Japan Record Awards (日本レコード大賞, Nihon Rekōdo Taishō) sont des récompenses qui sont décernées chaque année au Japon par la JACOMPA et honorent les meilleurs artistes et les meilleurs techniciens dans le domaine de la musique.

## Grand Prix
- 1959 : Hiroshi Mizuhara pour Kuroi Hanabira
- 1960 : Kazuko Matsuo & Hiroshi Wada and Mahinastars pour Dareyori mo Kimi o Aisu
- 1961 : Frank Nagai pour Kimi Koishi
- 1962 : Yukio Hashi & Sayuri Yoshinaga pour Itsudemo Yume o
- 1963 : Michiyo Azusa pour Konnichiwa Akachan
- 1964 : Kazuko Aoyama pour Ai to Shi o Mitsumete
- 1965 : Hibari Misora pour Yawara
- 1966 : Yukio Hashi pour Muhyō
- 1967 : Jackey Yoshikawa et Blue Comets pour Blue Chateau
- 1968 : Jun Mayuzumi pour Tenshi no Yūwaku
- 1969 : Naomi Sagara pour Iijanaino Shiawasenaraba
- 1970 : Yoichi Sugawara pour Kyō de Owakare
- 1971 : Kiyohiko Ozaki pour Mata auhimade
- 1972 : Naomi Chiaki pour Kassai
- 1973 : Hiroshi Itsuki pour Yozora
- 1974 : Shinichi Mori pour Erimo Misaki
- 1975 : Akira Fuse pour Cyclamen no Kaori
- 1976 : Harumi Miyako pour Kita no Yado Kara
- 1977 : Kenji Sawada pour Katte ni Shiyagare
- 1978 : Pink Lady pour UFO
- 1979 : Judy Ongg pour Miserarete
- 1980 : Aki Yashiro pour Ame no Bojō
- 1981 : Akira Terao pour Ruby no Yubiwa
- 1982 : Takashi Hosokawa pour Kita sakaba
- 1983 : Takashi Hosokawa pour Yagiri no Watashi
- 1984 : Hiroshi Itsuki pour Nagaragawa Enka
- 1985 : Akina Nakamori pour Meu amor e...
- 1986 : Akina Nakamori pour DESIRE
- 1987 : Masahiko Kondo pour Oroka mono
- 1988 : Hikaru Genji pour Paradise Ginga
- 1989 : Wink pour Sabishii Nettaigyo
- 1990 : B.B. Queens pour Odoru Pompokolin
- 1991 : KAN pour Ai wa Katsu et Saburō Kitajima pour Kita no Daichi
- 1992 : Kome Kome Club pour Kimi ga iru dake de et Miyako Ōtsuki pour Shiroi Kaikyō
- 1993 : Kaori Kōzai pour Mugonzaka
- 1994 : Mr. Children pour Innocent World
- 1995 : TRF pour Overnight Sensation
- 1996 : Namie Amuro pour Don't Wanna Cry
- 1997 : Namie Amuro pour Can You Celebrate?
- 1998 : Globe pour Wanna Be A Dreammaker
- 1999 : Glay pour Winter,again
- 2000 : Southern All Stars pour Tsunami
- 2001 : Ayumi Hamasaki pour Dearest
- 2002 : Ayumi Hamasaki pour Voyage
- 2003 : Ayumi Hamasaki pour No Way to Say
- 2004 : Mr. Children pour Sign
- 2005 : Kumi Kōda pour Butterfly
- 2006 : Kiyoshi Hikawa pour Ikken
- 2007 : Kobukuro pour Tsubomi
- 2008 : EXILE pour Ti Amo
- 2009 : EXILE pour Someday
- 2010 : EXILE pour I Wish For You
- 2011 : AKB48 pour Flying Get
- 2012 : AKB48 pour Manatsu no Sounds Good!
- 2013 : EXILE pour EXILE PRIDE ~Konna Sekai o Aisuru Tame~
- 2014 : Sandaime J Soul Brothers pour R.Y.U.S.E.I.
- 2015 : Sandaime J Soul Brothers pour Unfair World
- 2016 : Kana Nishino pour Anata no suki na tokoro
- 2017 : Nogizaka46 pour Influencer
- 2018 : Nogizaka46 pour Synchronicity
- 2019 : Foorin pour Paprika
- 2020 : LiSA pour Homura
- 2021 : Da-iCE pour Citrus
- 2022 : Sekai no Owari pour Habit
- 2023 : Mrs.Green Apple pour Que Sera Sera